# Sidonie Grünwald-Zerkowitz

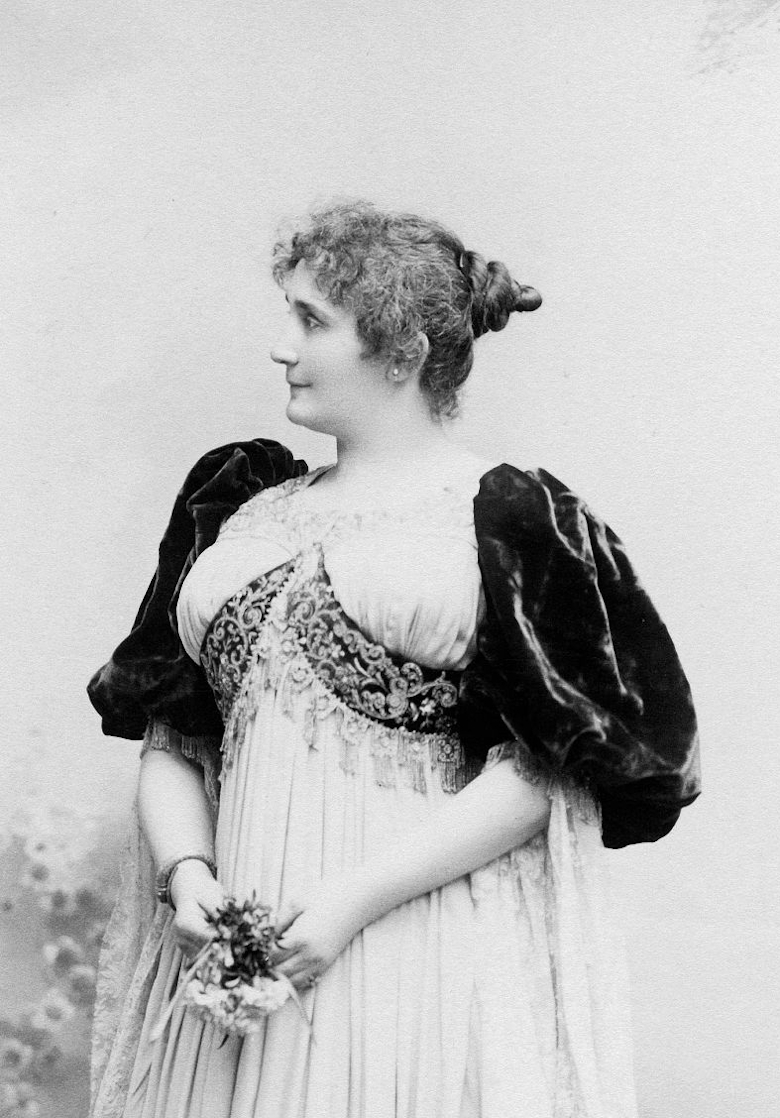
Sidonie Grünwald-Zerkowitz

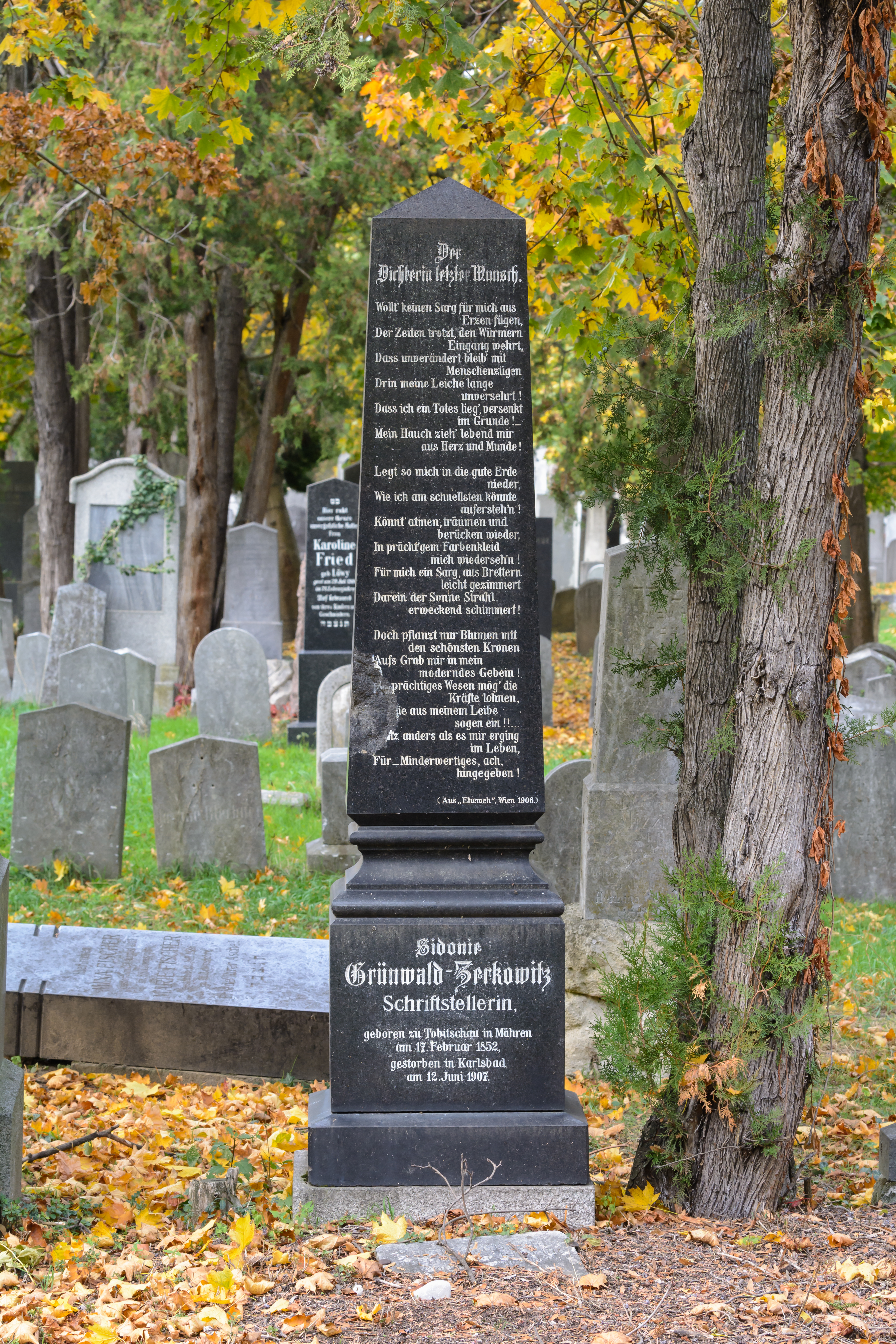
Grabstätte von Sidonie Grünwald-Zerkowitz in der Alten Jüdischen Abteilung des Wiener Zentralfriedhofs

Sidonie Grünwald-Zerkowitz (* 7. Februar 1852 in Tobitschau, Mähren; † 12. Juni 1907 in Karlsbad, Böhmen; geborene Zerkowitz) war eine österreichische Schriftstellerin, Dichterin, Übersetzerin und Modeschöpferin.

## Leben
Als Tochter eines jüdischen Arztes betrieb sie bereits in ihrer Jugend Sprach- und Literaturstudien. In Budapest legte sie die öffentliche Staatsprüfung als Professorin für Geschichte und Sprache ab. Sie heiratete 1875 den griechischen Fürsten Kolokotronis und zog mit ihm nach Athen. Nach ihrer Scheidung von ihm heiratete sie 1877 in Vöslau den Wiener Fabrikanten Leopold Grünwald. Nach seinem Tod leitete sie in Wien eine Sprachschule.
Als Schriftstellerin wurde sie insbesondere durch ihre naturalistischen erotischen Dichtungen wie z. B. Das Gretchen von heute und Lieder einer Mormonin bekannt. Beide Bücher wurden seinerzeit in Österreich verboten. (Wurzbach schrieb 1890: „Die sinnberückende Darstellungsweise der erotischen Leidenschaft hat den Staatsanwalt veranlaßt, das Buch in Oesterreich zu verbieten.“) Neben Gedichten veröffentlichte sie Essays und pädagogische Artikel und gab eine Modezeitschrift heraus.
Nach ihrem Ableben wurde Sidonie Grünwald-Zerkowitz in der Alten Jüdischen Abteilung des Wiener Zentralfriedhofs bestattet (Tor 1, Gruppe 8, Reihe 39, Nr. 61).

## Werke
- Die Lieder der Mormonin, Dürselen, Leipzig 1887
- Doppelehen, Schmidt, Zürich 1900
- Eheweh – eine häßliche Geschichte vom Alletag, Fischer, Wien 1906
- Das Gretchen von heute, Schmidt, Zürich 1900 (Digitalisat). Neuausgabe Hofenberg, Berlin 2023, ISBN 978-3-7437-4690-9
- Die Mode in der Frauenkleidung, Szelinski, Wien 1889